# 阿瓦拉塔
阿瓦拉塔 是位於塞爾維亞貝爾格勒阿瓦拉山上的一座塔，高204.5公尺。阿瓦拉塔開工於1961年10月14日並在四年後竣工。1999年4月29日的北約空襲中，阿瓦拉塔被毀。2006年12月21日，阿瓦拉塔開始重建，並在2010年4月21日竣工。阿瓦拉塔現在是塞爾維亞和巴爾幹地區第一高塔。